# Deficiência de biotina
Deficiência de biotina é uma condição na qual não há reservas suficientes de biotina no corpo necessárias para as atividades metabólicas normais.